# Bithia ancyrensis
Bithia ancyrensis är en tvåvingeart som först beskrevs av Villeneuve 1942.  Bithia ancyrensis ingår i släktet Bithia och familjen parasitflugor. Inga underarter finns listade i Catalogue of Life.